# ミヤマウスユキソウ
ミヤマウスユキソウ（深山薄雪草、学名：Leontopodium fauriei）は、キク科ウスユキソウ属に属する高山植物である。別名、ヒナウスユキソウという。変種にホソバヒナウスユキソウがある。

## 特徴
高山に生育する多年草で、花茎の高さは6-15cmになる。花をつけない根出葉だけの茎の葉は、狭倒披針形で、長さ2.5-6cm、幅2-4mmになり、灰白色の綿毛が密につく。花茎につく葉は線形で、両面に黄灰白色の綿毛がつく。
花期は7-8月。頭花は4-10個あり、総苞は径5mm。頭花の縁に星状につく苞葉は8-13個あり、径2.5-5cmになり、表面に綿毛が密生する。他のウスユキソウ類よりやや花期が早く、7月中には花が終わってしまうことが多い。
種小名の fauriei は、1888年に鳥海山で標本を採集した、フランス人宣教師のフォーリー神父の名にちなむ。

## 分布と生育環境
秋田駒ヶ岳、鳥海山、月山、飯豊山、朝日連峰など東北地方の日本海よりの高山に分布し、山頂付近の乾いた風衝草原に生育する。大群落をつくる場合もある。

## ギャラリー
- 頭花は4-10個あり、苞葉の表面に綿毛が密生する。飯豊山
- 鳥海山
- 月山